# Кратово
Кратово је град у Северној Македонији, у североисточном делу државе. Кратово је седиште истоимене општине.
Кратово спада међу македонске градове са очуваном старом балканском архитектуром, посебно у случају градских мостова и кула. Кроз град су протицале три реке: Кратовшица, Моицева и Бабакарина. Стари Радин мост је посебан украс града.

## Порекло назива
Назив града везан је за његов положај, пошто се Кратово налази у кратеру замрлог вулкана. Назив је настао током византијске владавине Северном Македонијом, када је град називан „Коритосом“ или „Коритоном“.

## Географија
Град Кратово је смештен у североисточном делу Северне Македоније. Од најближег града, Куманова град је удаљен 50 km источно, а од главног града Скопља 75 km источно.
Рељеф: Кратово се налази у историјској области Кратовско. Насеље је положено у узаној долини Кратовске Реке, некадашњем кратеру. Источно и јужно од града се издижу западни висови Осоговских планина, а западно и северно је брдска област средишње Северне Македоније.
Клима у Кратову је умерено континентална.
Воде: Кроз Кратово протиче Кратовска Река, која кроз град има усечен ток, па су прве улице на „терасама“ 20-30 м изнад реке. На градском подручју у њу се улива 3 потока.

## Срби у Кратову
Област Кратова је била насељена још у староримско време. Тада је град био познат као рударско средиште, под именом Кратишкара.
За време Византије град је познат како Коритос или Коритон. У то време Кратово је трговало са златом, сребром и бакром.
Кратово је свој процват доживело за време владавине српске династије Немањића. Ту су многи Немањићи били и сахрањени. Господари Кратова и места Ђустендила, Струмице и Штипа били су српски великаши Дејановићи, браћа Константин и Драгаш. Године 1371. место је посед српских великаша Дејановића. Град је био рударско место, а бројни рудници сребра и злата су били развијени и извор благостања. Ту су ковани српски средњовековни новци. Кратово су красили раскошни дворови српске средњовековне властеле, ту су им били летњиковци. Развој места упркос турској претњи после Косовске битке, наставили су српски деспоти Бранковићи. Руднике је од Ђурђа Бранковића узимао у 15. веку, у закуп промућурни Дубровник, за 200.000 дуката.
Средњовековно Кратово је било и центар српске духовности, а у близини је манастир Лесново, са црквом Св. Арханђела Михаила, чији је ктитор био великаш у време цара Стефан Душан, Јован Оливер господар Кратова. По предању три Србина брата монаха, населили су три важна манастира: Јован - манастир Рилски, Прохор - манастир Пчињски, а Гаврило - манастир Лесново. Ту се налазило најважније училиште краљевине - царевине Србије, где се развијала писменост. У градској цркви и манастира Лесново налазило се средином 19. века мноштво - "товари" српских старих рукописа, повеља и књига који су тада небригом убрзано пропадали. У Русији се чува богослужбена књига Минеј (за децембар), који је 1571. године написао Србин, поп Лазар из Кратова. У Кратову је рођен српски светац Свети Ђорђе Кратовац, који је страдао мученичком смрћу - био спаљен 1515. године у Софији. Место је познато и по бројним црквеним сликарима зографима, који су потекли одатле. Међу Кратовцима био је јак култ Краљевића Марка.
За време српског ропства под Турцима, у 18. веку у Кратову је било седиште истоименог санџака, у којем је био већи град Ниш. "Цариградски гласник" је писао 1855. године да је тада Кратово врло сиромашно место, које памти боље дане. Имало је око 2800 становника, а на улицама се говорио турски и "славјански" (термин који су Бугари форсирали) тј. бугарско-српски језик. У месту од знаменитости била вредна пажње новоизграђена црква Св. Јована Крститеља.
Турци су преотели кратовске руднике 1390. године. Рударство је касније било деценијама занемарено, трговало се солидно а развијена производња сафијана. Код оближњег Леснова је био врло развијен занат израде воденичних каменова, у вековима старом каменолому.
У Кратову је живео архимандрит Србин, Антим Апостоловић, који ће постати титуларни митрополит Кратовски.
Године 1689. град је напуштен и рударска окна су затворена до 1805.
Српско-словенска школа ту је радила и пре 1820. године. Између 1868-1874. године (или 1871-1876) радила је српска основна школа у месту. У српској школи око 1875. године предавао је учитељ Живота Миловановић. Српска школа је у Кратову поново отворена 1891. године. У њој је 1897. године свечано прослављена школска слава Савиндан. Светосавску беседу је изговорио Благоје Калуђеровић управитељ српских школа. Учитељице су припремиле пригодан ђачки програм, а учествовао је у њему и гост мађионичар Адолф Берковиц. Управитељ српске школе у "Царинској мали" 1899. био је учитељ Јован Поповић. Друга српска школа се налазила у "Доњој-мали", где је била учитељица Драга Лазић. При српским школама је 1899. године постојао Фонд за помоћ сиротим српским ученицима под именом "Нада". Током светосавске прославе 1900. године, током забаве свирао је оркестар Ћор Манета Кратовца. Коста Ђорђевић учитељ кратовски организовао је 1906. године Светосавску прославу.
Свештеници при храму Св. Николе у Кратову, били су 1899. године поп Михајло Ђорђевић и поп Ђорђе Алексић. Године 1906. и даље чинодејствује поп Михајло, а нови свештеник је поп Алекса Анђелковић.
Бугарски егзархисти су новембра 1899. године убили српског проту у Кратову, поп Јована Максимовића. Велики српски и школски празник Савиндан прославили су Срби у Кратову и 1900. године. У храму су служили прота Ђорђе Алексић намесник, прота Михаило Ђорђевић и поп Петар Цветковић. По резању славског колача у школи беседио је учитељ Јевта Џуковић.
Године 1912. Кратово је ослободила српска војска, после чега је прикључено Краљевини Србији, касније Југославији. Кратовска околина била је дуго поприште сукоба бугарских комита и југословенских снага. Бугари су често убацивали комитске чете, да би убијали виђене људе, чинили материјалну штету, изазивали пометњу и хаос. Због једног у низу, сада терористичког чина - масакра над генералом Михаилом Ковачевићем, организован је у центру Кратова, октобра 1927. године велики протестни збор. Трајала је месец дана потера за убаченим бугарским убицама, у којем је учествовало наоружано становништво. Скупило се на крају око 4000 наоружаних огорчених људи жељних освете. Били су спремни да пређу бугарску границу и обрачунају се са терористима и њиховим помагачима. Збором је председавао председник општине Тоша Ђорђевић, а након више говорника усвојена је резолуција, коју је прочитао учитељ Милан Јовановић. По местима је већ почело стварање народне милиције, од наоружаних људи за одбрану од комита, над којим је стајало "Удружење против бугарских бандита".
У међуратном периоду владари Карађорђевићи, водили су бригу о Кратову, и варошица захваљујући томе је расла и изграђивала се. Године 1931. захваљујући краљу, место је добило модеран водовод, чија је вода доведена са планине Буковице. Кратово је 1933. године градило импозантни Дом културе (са именом почившег краља Петра Ослободиоца), где је требало да се сместе културна, хуманитарна и патриотска друштва. Пројекат дома који је имао хол, велику салу (вежбалиште за Соколе) и четири канцеларије је био дар инжењера из Скопља, Стојимира Симића рођеног Кратовца Од 1991. године град је у оквиру независне Северне Македоније.

## Становништво
Почетком 20. века град је имао 4.500 становника, 2.500 Турака, 1.900 Словена хришћана и 100 Рома.
Кратово је према последњем попису из 2021. године имало 5.401 становник.
| Национални састав према попису из 2021.‍ | Национални састав према попису из 2021.‍ | Национални састав према попису из 2021.‍ | Национални састав према попису из 2021.‍ | Национални састав према попису из 2021.‍ |
| --------------------------------------- | --------------------------------------- | --------------------------------------- | --------------------------------------- | --------------------------------------- |
|                                         |                                         |                                         |                                         |                                         |
| Македонци                               | Македонци                               |                                         | 5.011                                   | 92,8%                                   |
| Роми                                    | Роми                                    |                                         | 99                                      | 1,8%                                    |
| непописани                              | непописани                              |                                         | 259                                     | 4,8%                                    |

Претежна вероисповест месног становништва је православље.

## Галерија
- Стара улица у Кратову
- Црква Светог Јована Крститеља
- Једна од градских кула, симбола Кратова
- Градско приобаље
- Стари део Кратова